# Ghetto de Sosnowiec
Le ghetto de Sosnowiec (allemand : Ghetto von Sosnowitz) était un ghetto pour les Juifs créé par les autorités nazies en Pologne occupée pendant la Shoah polonaise.
Ghetto majeur dans l'est de la Haute-Silésie, plus de 35 000 hommes, femmes et enfants Juifs de leurs communautés locales ont vécu dans le ghetto au cours de sa courte histoire. La plupart d'entre eux ont été forcés de travailler dans les usines militaires allemandes avant d'être déportés au centre de mise à mort d'Auschwitz où ils ont été exterminés (principalement de juin à août 1943) par les autorités allemandes. Le ghetto est liquidé lors d'un soulèvement, lors d'un dernier acte signé Żydowska Organizacja Bojowa (organisation militaire juive) composée en majorité de jeunes, au cours duquel la plupart des combattants périssent dans les combats. Le dernier convoi quitte la ville en janvier 1944.
Le ghetto de Sosnowiec a formé une seule unité administrative avec le ghetto de Będzin car les deux villes font partie de la même zone métropolitaine du bassin de Dąbrowa. Avant les déportations, les Juifs des deux ghettos partageaient le potager « Farma » attribué aux jeunes sionistes par le Judenrat.

## Histoire
Sosnowiec est une ville du sud-ouest de la Pologne, au nord de Katowice. Au début de la guerre, sa population compte 130 000 habitants, dont 28 000 sont Juifs ; celle-ci augmente temporairement à 45 000 à la suite des déménagements de milliers de Juifs des zones voisines. Les Allemands entrent dans la ville le 4 septembre 1939. Immédiatement les massacres commencent : 13 Juifs sont tués dans les rues et le 9 septembre, la synagogue de la ville est incendiée. Les délocalisations forcées dans des immeubles surpeuplés créées lentement un ghetto,. Peu après, un Judenrat est formé ainsi qu’une police juive. En 1940, avec 45 autres communautés juives, Sosnowiec devient « membre » de la « Zentrale Judischen Altestenrate in Ostoberschlesien », une espèce de « super » Judenrat dirigé par Moshe Merin qui espère atténuer la dureté de la politique allemande par une obéissance totale. Les déportations vers Auschwitz commencent à partir de mai 1942 : 1 500 du 10 au 12 mai, 2 000 en juin, et plus de 8 000 (soit 25% des Juifs de Sosnowiec) du 12 au 18 août. Après cette dernière déportation, le ghetto est déplacé dans le quartier voisin de Środula,. Les survivants restent sous l'autorité de l'organisation Schmelt qui exploite le travail Juif : il s'agit d'un réseau de 177 camps de travail sous l'administration d'Albrecht Schmelt, un vétéran de la Première Guerre mondiale qui a rejoint les nazis en 1930 et est parvenu rapidement au poste de SS-Oberführer.
Au printemps 1943, les Allemands continuent à concentrer des Juifs de Sosnowiec dans le ghetto afin d’exploiter un maximum la force de travail des prisonniers, destinés à la création d'uniformes, sous-vêtements, corsets, sacs à main en cuir et bottes militaires. Mais très rapidement arrive l’ordre de liquider les ghettos. Ainsi, le 10 mars 1943, le ghetto est définitivement isolé. Le 21 juin, Moshe Merin et plusieurs membres du Judenrat sont déportés à Auschwitz, suivi un jour plus tard par plusieurs milliers d'habitants du ghetto. Du 1er au 16 août 1943, le ghetto de Sosnowiec est définitivement liquidé : presque tous les Juifs restants (environ 15 000) sont envoyés à Auschwitz. Toutefois, quelques prisonniers décident de prendre les armes : par trois fois, des caves où ils s’étaient terrés, ils tendent des guet-apens aux Allemands. La résistance est rapidement balayée. Auparavant, une importante activité clandestine avait été faite parmi les Juifs, principalement par les jeunes organisation Ha-No'ar ha-Ziyyoni, Gordonia et Ha-Shomer ha-Za'ir, dont le principal dirigeant était Zevi Dunski,.

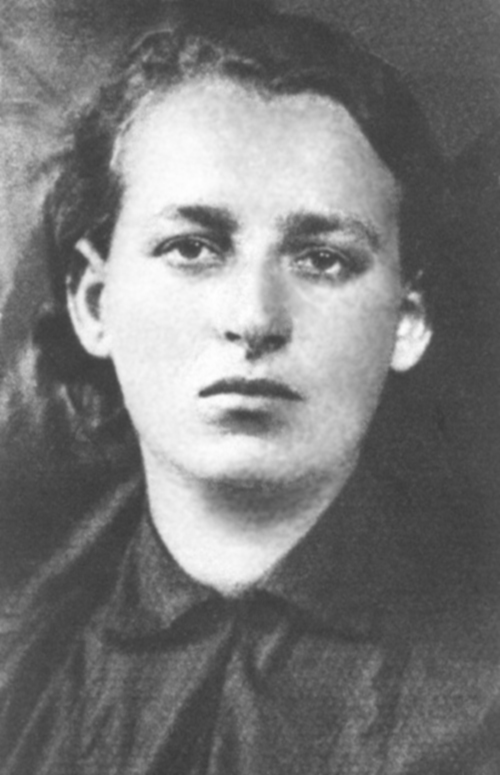
Frumka Płotnicka, 29 ans, dirigea le soulèvement dans le ghetto de Będzin adjacent à celui de Sosnowiec.

Les nazis sélectionnent 1 300 Juifs pour trier les possessions des Juifs déportés. Entre décembre 1943 et janvier 1944, la totalité d'entre-eux sont assassinés ou déportés à Auschwitz : le dernier train de l'Holocauste quitte la ville le 15 janvier 1944.